# Nyugati platán
A nyugati platán (Platanus occidentalis) a próteavirágúak (Proteales) rendjébe, ezen belül a platánfélék (Platanaceae) családjába tartozó faj.

## Előfordulása
A nyugati platán eredeti előfordulási területe Észak-Amerika, Kanada délebbi részeitől egészen az Amerikai Egyesült Államok déli részéig. Északon Iowától Ontarióig és Maine államig, nyugaton Nebraskáig, délen Texastól Floridáig található meg. Az USA délnyugati részén és Mexikóban a nyugati platánt a közeli rokonai helyettesítik.
A faipar érdekében több más helyre is betelepítették. Az észak-dakotai Bismarckban jelentős állománya alakult ki. Argentínában és Ausztráliában sikeresen meghonosították. A kontinensországban nagy területeket foglalt el Victoria és Új-Dél-Wales államokban.
Árnyékot tartó díszfaként számos parkban megtalálható; ha nem ez a fa, akkor a keleti platánnal (Platanus orientalis) létrehozott hibridje a közönséges platán (Platanus × hispanica).

## Megjelenése
Általában 30-40 méter magas és 1,5-2 méter átmérőjű törzsű fafaj. A legnagyobb ismert példány 51 méter magas, melynek törzse majdnem 4 méter átmérőjű. Kérge hámló, olykor nagy törzsszakaszokon nincsen kérge.

## Életmódja
A nyugati platán a szabad természetben, a folyók menti és egyéb nedves területeket választja élőhelyül.

## Képek

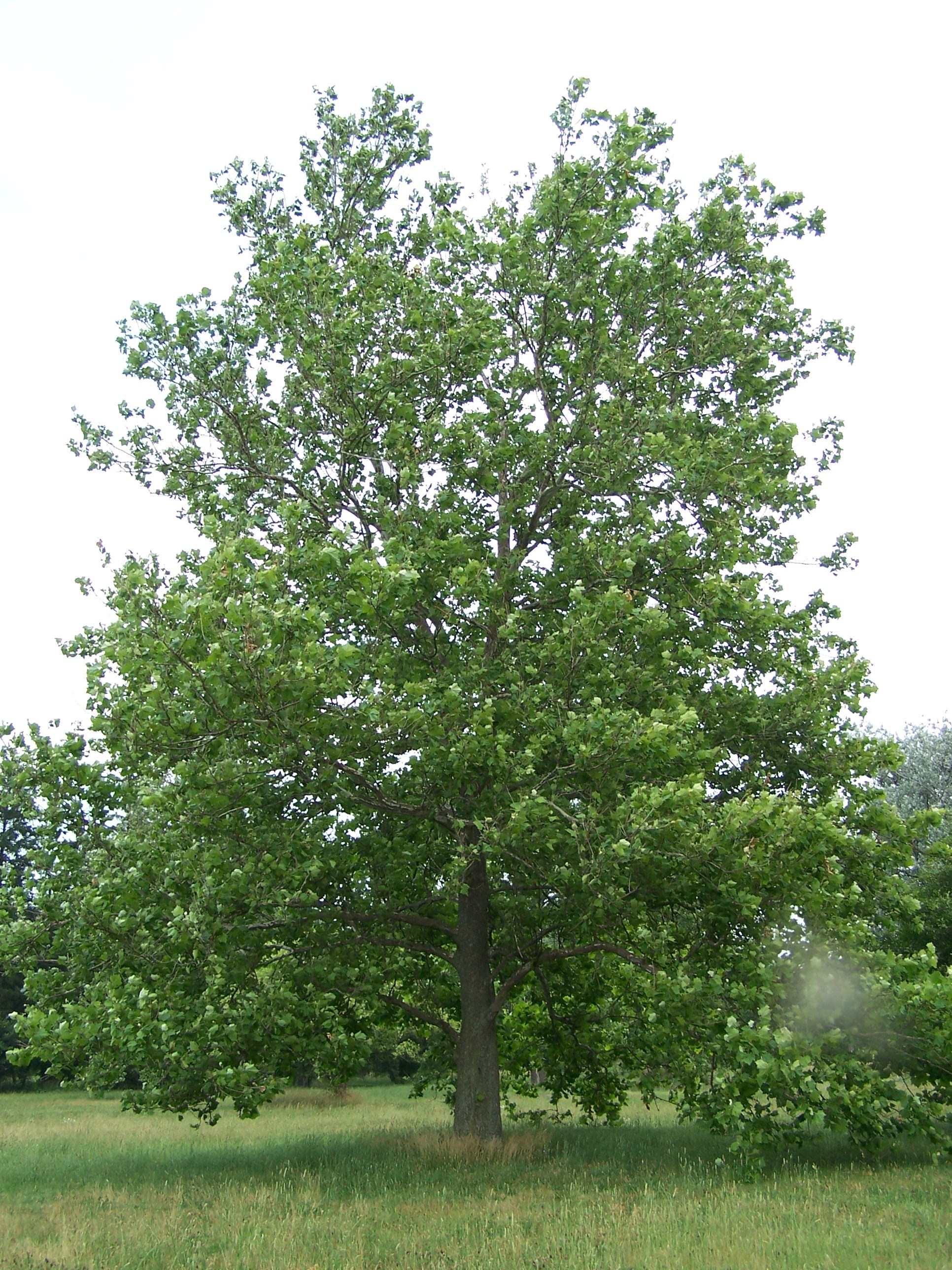
Fiatal fa
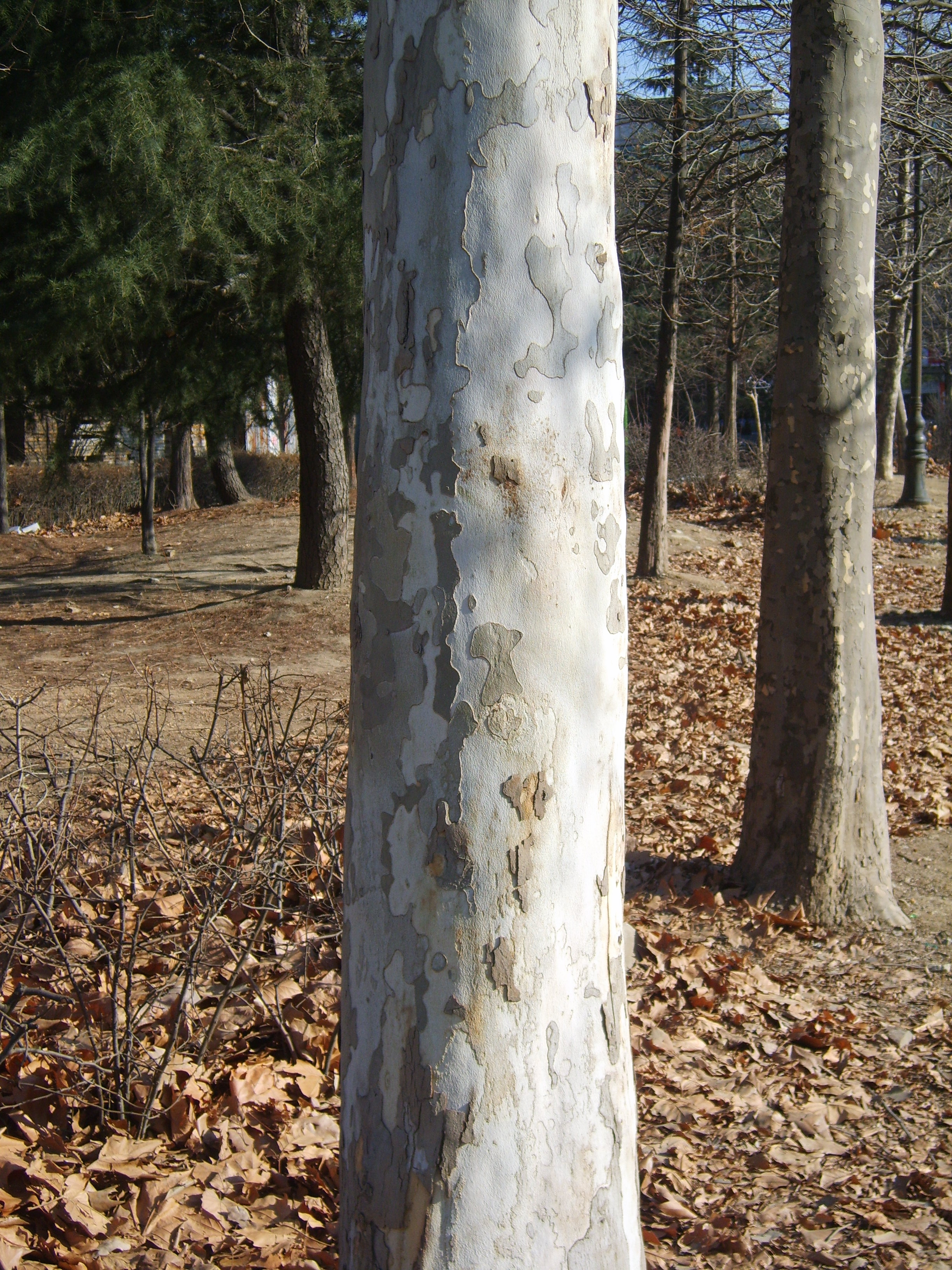
Kérge
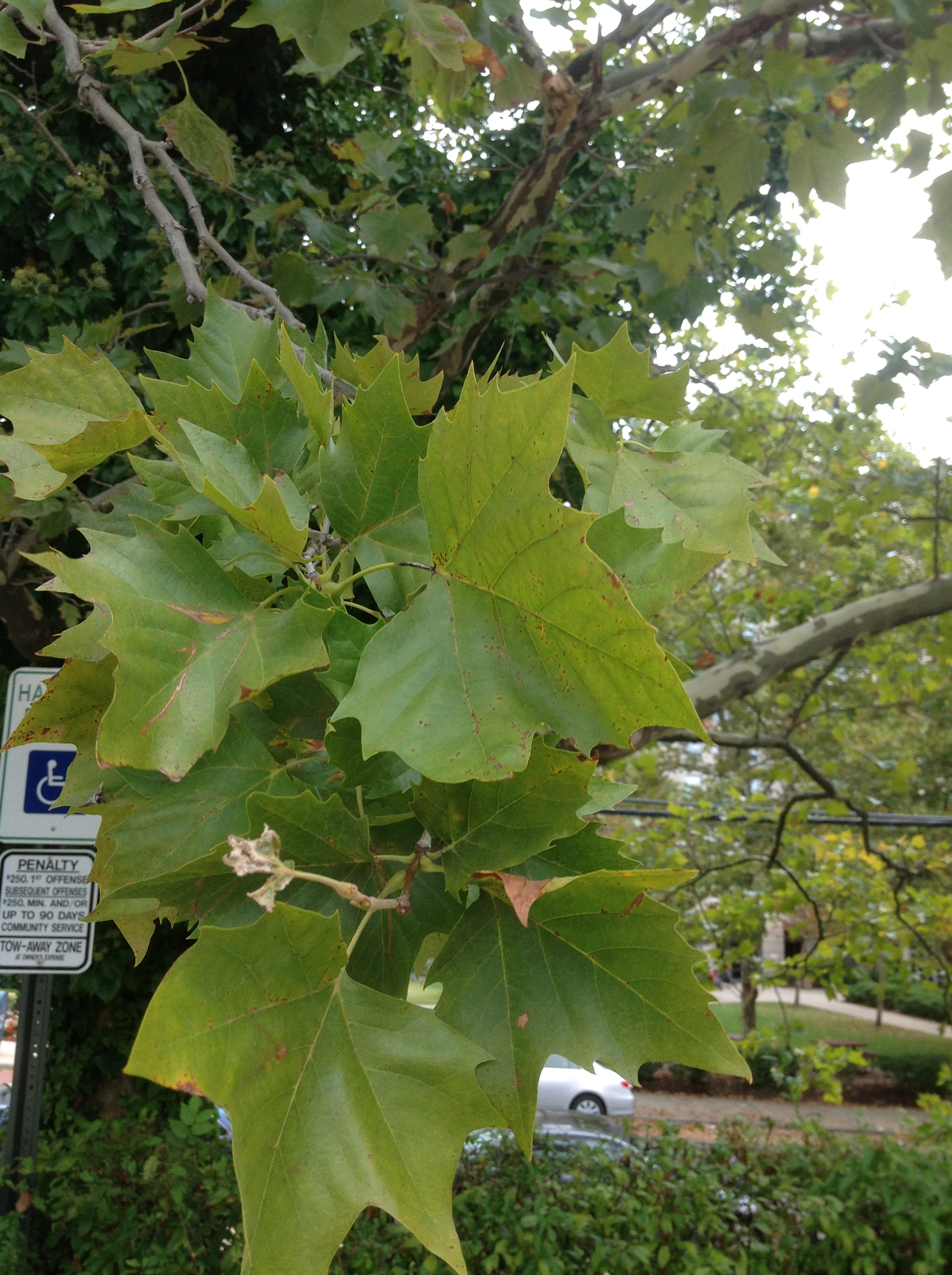
Levelei
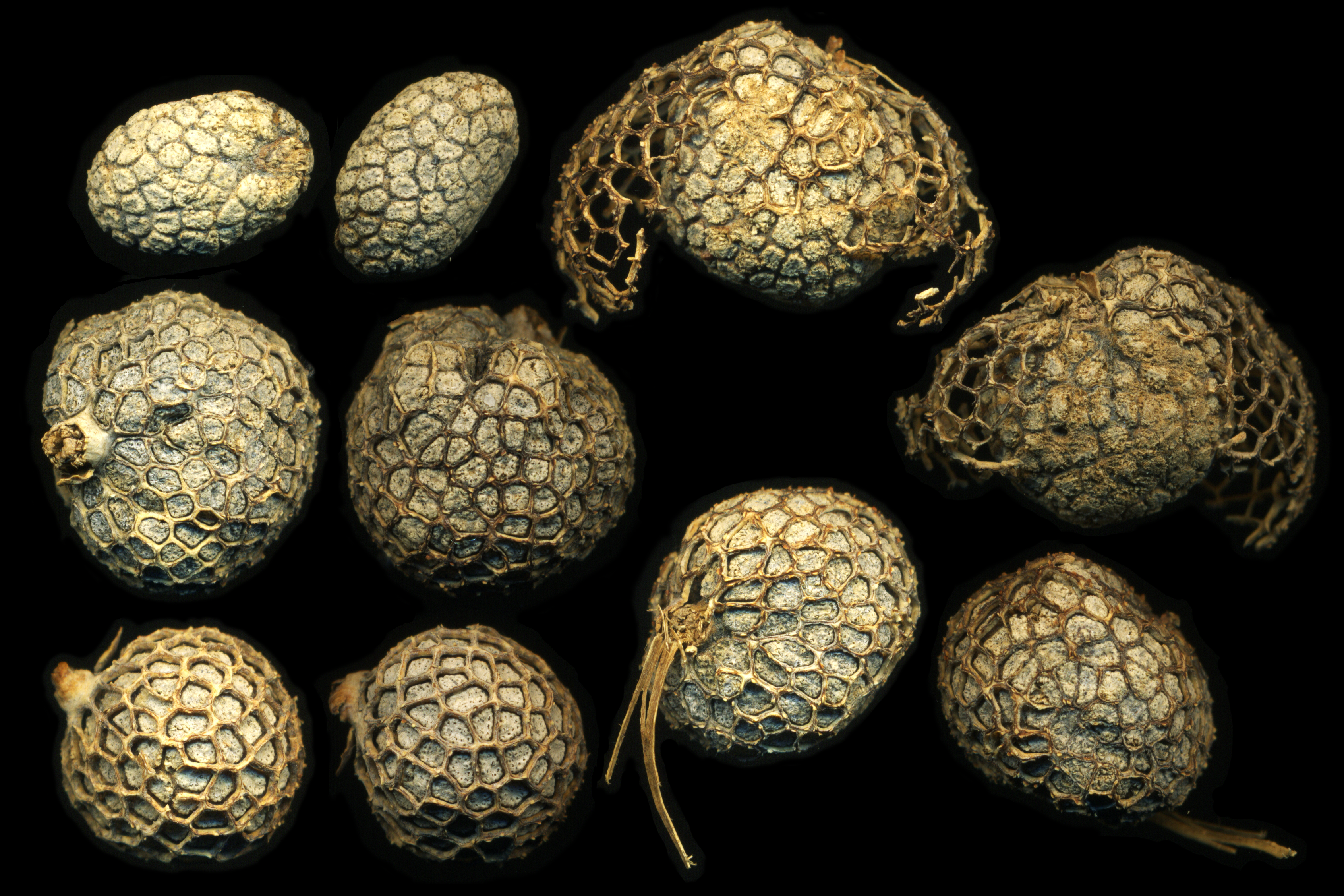
Termései

## Fordítás
- Ez a szócikk részben vagy egészben  a   Platanus occidentalis című angol Wikipédia-szócikk ezen változatának fordításán alapul.  Az eredeti cikk szerkesztőit annak laptörténete sorolja fel. Ez a jelzés csupán a megfogalmazás eredetét és a szerzői jogokat jelzi, nem szolgál a cikkben szereplő információk forrásmegjelöléseként.